# Смирнов, Александр Васильевич (политик)
Александр Васильевич Смирнов (род. 1958) — советский и российский государственный и политический деятель, экономист, первый руководитель Казначейства России (1992—1998), первый заместитель Министра Российской Федерации по налогам и сборам (1998—2005), член Совета Федерации Федерального Собрания Российской Федерации от Республики Мордовии — представитель в Совете Федерации Федерального Собрания Российской Федерации от исполнительного органа Республики Мордовии (2005—2013), руководитель Федеральной службы финансово-бюджетного надзора (2013—2016), советник руководителя Федеральной службы по труду и занятости.

## Биография
Родился в семье финансистов.
Отец — Смирнов Василий Иванович (1927—2015) работал в Министерстве финансов СССР, с июля 1964 года переведен в систему Гохрана СССР. В 1967 году был назначен директором выставки «Алмазный фонд», которой руководил более 10 лет.
Мать — Смирнова Лидия Семёновна (род. 1930) — после окончания с красным дипломом Казанского финансово-экономического института была распределена в Министерство финансов СССР, где проработала с 1952 по 1985 год.

## Образование
1981 год — Окончил Московский финансовый институт по специальности «Финансы и кредит» с красным дипломом.
2011 год — Окончил Дипломатическая академия МИД России по специальности «Международные отношения» с красным дипломом.

## Трудовая деятельность
В 1981 году начал свою трудовую деятельность в должности экономиста Министерства финансов СССР. Работал старшим экономистом, ведущим экономистом, заместителем начальника отдела, начальником отдела, заместителем начальника Главного бюджетного управления — начальником отдела, заместителем начальника бюджетного Управления — начальником отдела Министерства финансов СССР
В 1987 году назначен заместителем начальника отдела финансирования металлургической промышленности Управления финансирования тяжелой промышленности Минфина СССР
В 1988 году возглавил подотдел отдела финансирования топливно-энергетического комплекса и металлургии Минфина СССР.
С 1990 по 1991 год работал в должности начальника отдела экономики и финансов производственной сферы Минфина СССР.
В 1991 году назначен заместителем начальника Главного бюджетного управления.
С 1991 по 1993 год замещал должность начальника Управления исполнения бюджета Минфина России.
В период с 1993 по 1997 год — начальник Главного управления Федерального казначейства Минфина России-заместитель Министра финансов Российской Федерации, член коллегии Министерства финансов Российской Федерации
В 1998 году Александр Смирнов назначен на должность заместителя Министра финансов Российской Федерации. В том же году Александра Смирнова назначали первым заместителем руководителя Государственной налоговой службы России, которая 25 декабря 1998 года была преобразована в Министерство по налогам и сборам России.
С 1998 по 2005 год — первый заместитель Министра Российской Федерации по налогам и сборам.
С 2005 по 2013 год — член Совета Федерации Федерального Собрания Российской Федерации от Республики Мордовии — представитель в Совете Федерации Федерального Собрания Российской Федерации от исполнительного органа Республики Мордовии. Работал в Комитете по бюджету и финансовому рынку заместителем председателя Комитета.
С января 2013 года по февраль 2016 — руководитель Федеральной службы финансово-бюджетного надзора.

## Ученая степень
2003 год — кандидат экономических наук. Тема диссертации: «Финансово-ценовой аспект налогообложения нефтегазового комплекса (методологические проблемы и механизм)»

## Классный чин
2014 год — действительный государственный советник Российской Федерации 3 класса. Государственный советник налоговой службы I ранга

## Государственные награды
1986 год — Медаль «За отличную службу по охране общественного порядка»
1995 год — Медаль «50 лет Победы в Великой Отечественной войне 1941—1945 гг.»
1996 год — Медаль Жукова
1997 год — Медаль «В память 850-летия Москвы»
2008 год — Орден Почёта
2019 год — Орден Александра Невского (Россия)

## Иные награды
1997 год — награжден именным оружием приказом Министра внутренних дел Российской Федерации
2000 год — Почетная грамота Федерального казначейства (Казначейства России)
2002 год — благодарность Министра финансов Российской Федерации
2002 год — юбилейная медаль «200 лет Министерству финансов Российской Федерации»
2004 год — Почетная грамота Министерства Российской Федерации по налогам и сборам
2006 год — Почетная грамота Счетной палаты Российской Федерации
2008 год — благодарность Председателя Совета Федерации Федерального собрания Российской Федерации
2008 год — почетное звание «Заслуженный экономист Республики Мордовия»
2011 год — благодарность Президента Российской Федерации
2012 год — благодарность Министра финансов Российской Федерации
2013 год — Почетная грамота Совета Федерации Федерального Собрания Российской Федерации